# Léo Bonatini
Leonardo Bonatini Lohner Maia est un footballeur brésilien né le 28 mars 1994 à Belo Horizonte. Il joue au poste d'attaquant pour l'Atlético de San Luis.

## Biographie
Avec le club d'Estoril, il inscrit 21 buts en première division portugaise.
Avec l'équipe d'Al-Hilal, il marque 12 buts en première division saoudienne lors de la saison 2016-2017.
Le 1er août 2017, il est prêté au club anglais des Wolverhampton Wanderers.
Le 31 janvier 2019, il est prêté à Nottingham Forest.
Le 22 septembre 2020, il est prêté à Grasshopper Club Zurich.

## Palmarès
- Finaliste de la Supercoupe d'Arabie saoudite en 2016 avec Al-Hilal
- Champion de la D2 anglaise en 2018 avec Wolverhampton Wanderers